# Mysia Englund
Mysia Englund, född 1980, är en svensk innehållschef för Utbildningsradion (UR) och tidigare reporter, producent och programledare för bland annat Aftonbladet. Hon var programledare på Aftonbladet TV 7 och har lett programmet Nöjessvepet. Hon var programledare för TV-upplagan av Trackslistan i SVT 2004-2005. Hon har också arbetat på ZTV och Kanal 5. Tidigare var hon medlem i musikgruppen Adorus.
Mysia Englunds föräldrar kommer från Polen respektive Uganda. Själv har hon en bakgrund som danslärare. Hon blev upptäckt på gatan och tillfrågad om hon ville arbeta som programledare i TV. Efter att ha arbetat som reporter och "senior producent" för Aftonbladet tillträdde hon som innehållschef för "projektområde Ung" på Utbildningsradion i september 2021.